# Balaram Pota
Balaram Pota è una suddivisione dell'India, classificata come census town, di 4.488 abitanti, situata nel distretto di Howrah, nello stato federato del Bengala Occidentale. In base al numero di abitanti la città rientra nella classe VI (meno di 5.000 persone).

## Geografia fisica
La città è situata a nn° nn' nn N e nn° nn' nn E.

## Società

### Evoluzione demografica
Al censimento del 2001 la popolazione di Balaram Pota assommava a 4.488 persone, delle quali 2.317 maschi e 2.171 femmine. I bambini di età inferiore o uguale ai sei anni assommavano a 621, dei quali 304 maschi e 317 femmine. Infine, coloro che erano in grado di saper almeno leggere e scrivere erano 3.186, dei quali 1.779 maschi e 1.407 femmine.